# Stanisława Lubicz-Sarnowska

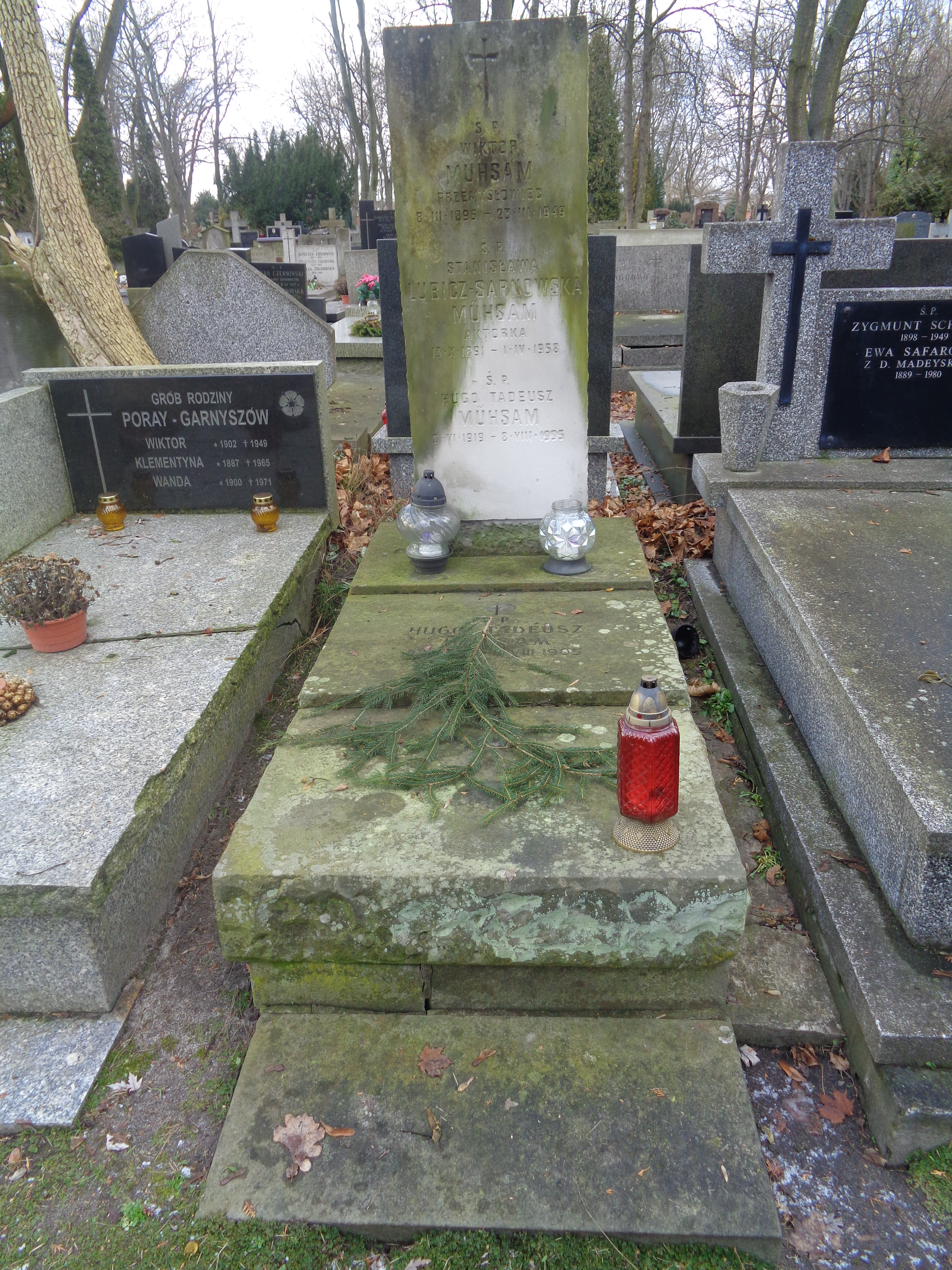
Grób Stanisławy Lubicz-Sarnowskiej na cmentarzu Powązkowskim

Stanisława Lubicz-Sarnowska, właśc. Stanisława Sarnowska, zamężna Mühsam (ur. 13 października 1891 w Lublinie, zm. 4 kwietnia 1958 w Warszawie) – polska aktorka teatralna i filmowa.
Pochodziła z rodziny aktorskiej. Zadebiutowała w 1906 w Białymstoku w zespole Józefa Puchniewskiego jako Wojewodzianka w Zaczarowanym kole Lucjana Rydla. W kolejnych latach grała w zespołach objazdowych Felicjana Felińskiego, Tadeusza Pola i – od lutego 1908 – Kazimierza Kamińskiego, m.in. w Łodzi i Kijowie. 13 sierpnia 1908 została zaangażowana za wstawiennictwem Kamińskiego do WTR, gdzie zaczęła używać nazwiska Lubicz-Sarnowska. W tym okresie występowała gościnnie, m.in. w 1912 w Krakowie. Z kariery aktorskiej zrezygnowała po wyjściu za mąż w 1919. Spoczywa na cmentarzu Powązkowskim w Warszawie (kwatera 131, rząd 3, grób 22).

## Role sceniczne
- Puk w Śnie nocy letniej Williama Szekspira
- Panna Młoda w Weselu Stanisława Wyspiańskiego
- Klara w Ślubach panieńskich Aleksandra Fredry
- Panna Maliczewska Gabrieli Zapolskiej
- Cherubin w Weselu Figara Pierre’a Beaumarchais
- Helenka w Grubych rybach Michała Bałuckiego
- Ada w Lekkomyślnej siostrze Włodzimierza Perzyńskiego
- Poła w Intratnej posadzie Aleksandra Ostrowskiego
- Katarzyna w Diable i karczmarce Stefana Krzywoszewskiego
- Maryna w Carze Samozwańcu Adolfa Nowaczyńskiego

## Filmografia
- 1912: Niebezpieczny kochanek – służąca Maryna
- 1912: Spodnie jaśnie pana